# Rajon Kobryn
Der Rajon Kobryn (belarussisch Кобрынскі раён, russisch Кобринский район, ukrainisch Кобрынскі раён) ist eine Verwaltungseinheit in der Breszkaja Woblasz in Belarus mit dem administrativen Zentrum in der Stadt Kobryn. Der Rajon umfasst die Stadt Kobryn und 162 kleinere Ortschaften. Die Gesamtfläche der Verwaltungseinheit beträgt 2013 km², die Bevölkerung beträgt ca. 91.000 Einwohner (85,3 % Belarussen, 8,1 % Russen, 6,3 % Ukrainer).

## Geographie
Der Rajon Kobryn liegt im Südwesten der Breszkaja Woblasz. Die Nachbarrajone in der Breszkaja Woblasz sind im Norden Pruschany, im Nordosten Bjarosa, im Osten Drahitschyn, im Südwesten Malaryta, im Westen Schabinka und im Nordwesten Kamjanez.
Durch Rajon Kobrin fließen 18 große und kleinere Flüsse, deren Gesamtlänge 298 km beträgt.
Die größten Flüsse sind Muchawez, Kobrynka (12 km). Die größten Seen sind Ljubansee und Bamauskaje See.

## Administrative Gliederung
Der Rajon Kobrin ist in 13 Selsawets gegliedert.
- Selsawet Aniskawitschy
- Selsawet Astromitschy
- Selsawet Battschy
- Selsawet Buchawitschy
- Selsawet Chidry
- Selsawet Dsiwin
- Selsawet Haradsez
- Selsawet Kisjaljoutzy
- Selsawet Nawasjolki
- Selsawet Pawizze
- Selsawet Salesse
- Selsawet Teuli
- Selsawet Wosautzy